# 拉吕圣皮埃尔 (滨海塞纳省)
拉吕圣皮埃尔（法語：La Rue-Saint-Pierre，法語發音：[la ʁy sɛ̃ pjɛʁ]）是法国滨海塞纳省的一个市镇，属于鲁昂区。

## 地理
拉吕圣皮埃尔（49°33'49"N, 1°14'48"E）面积7.68 平方千米，位于法国诺曼底大区滨海塞纳省，该省份为法国北部沿海省份，其西部及北部濒大西洋英吉利海峡，东起顺时针与索姆省、瓦兹省、厄尔省和卡爾瓦多斯省接壤。
与拉吕圣皮埃尔接壤的市镇（或旧市镇、城区）包括：卡伊、隆格吕、皮埃尔瓦勒、圣安德烈叙卡伊、维约马努瓦尔、伊克伯夫、比希。
拉吕圣皮埃尔的时区为UTC+01:00、UTC+02:00（夏令时）。

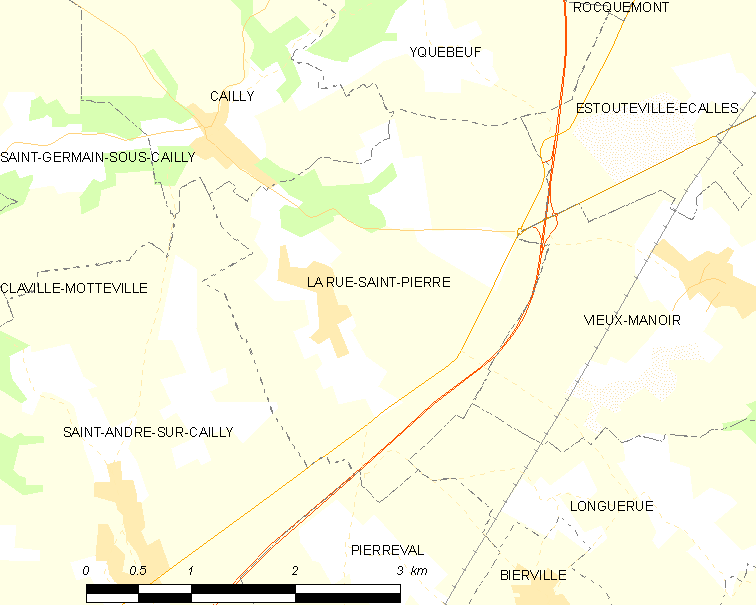
拉吕圣皮埃尔的OSM定位图

## 行政
拉吕圣皮埃尔的邮政编码为76690，INSEE市镇编码为76547。

## 政治
拉吕圣皮埃尔所属的省级选区为勒梅尼勒埃纳尔县。

## 人口

1962-2008年间拉吕圣皮埃尔人口变化图示

拉吕圣皮埃尔于2022年1月1日时的人口数量为784人。